# Nkomati-aftalen
Nkomati-aftalen var en fredsaftale signeret i 1984 mellem Mozambique og Sydafrika. Den blev signeret i den sydafrikanske by Komatipoort af Samora Machel og Pieter Willem Botha.
Den fokuserede på at forhindre Mozambique fra at forsyne African National Congress (ANC) på den ene side, og Sydafrika fra at forsyne RENAMO på den anden side. 